# Deuxième circonscription d'Alefa Takussa
La deuxième circonscription d'Alefa Takussa est une des 135 circonscriptions législatives de l'État fédéré Amhara, elle se situe dans la Zone Nord Gonder. Son représentant actuel est Abayneh Telake Layew.